# Hemignathus virens
Hemignathus virens là một loài chim trong họ Fringillidae.